# Kremser SC
Maillots
Le Kremser SC est un club de football autrichien basé à Krems.

## Historique
- 1919 : fondation du club
- 1988 : 1re participation à une Coupe d'Europe (C2, saison 1988/89)

## Palmarès
- Coupe d'Autriche
  - Vainqueur : 1988

- Supercoupe d'Autriche
  - Finaliste : 1988

## Anciens joueurs
- Mario Kempes